# Corbeille à pain

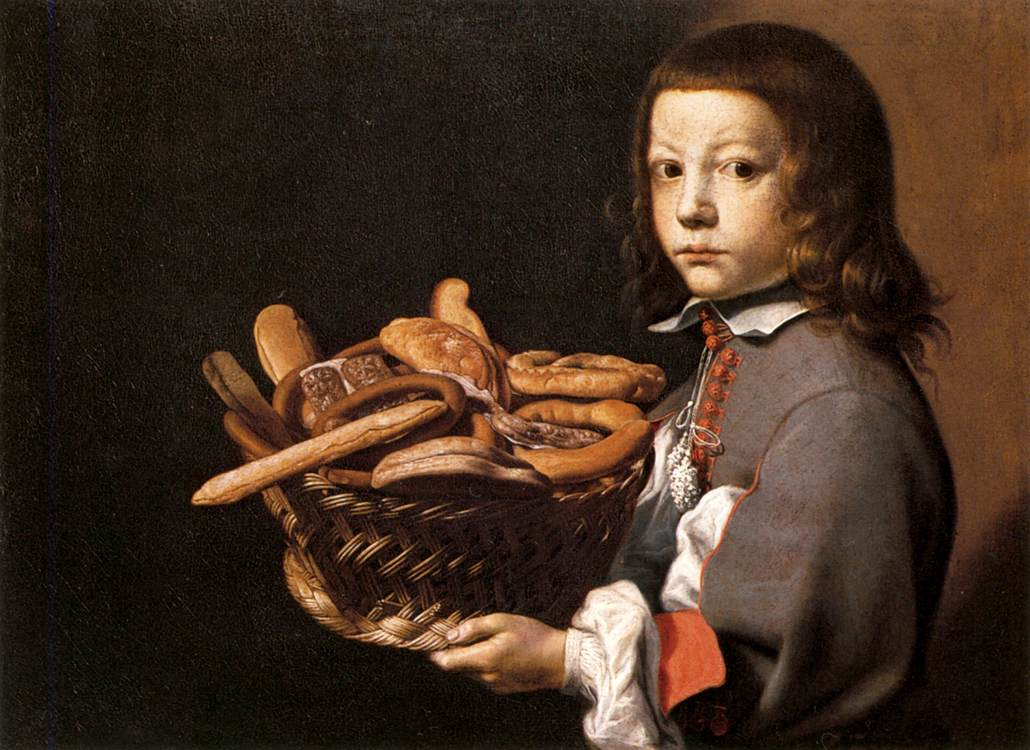
Evaristo Baschenis, Boy with a Basket of Bread.

Une corbeille à pain est un accessoire de table destiné à présenter du pain, entier ou en tranches. Cette corbeille peut être de taille et de forme variable, dans divers matériaux (bois, roseaux tressés, argent, etc.).